# Paul Ranson
Paul-Élie Ranson (Limoges, 1864. március 29. – Párizs, 1909. február 20.) francia designer és szimbolista festő, a párizsi Ranson Akadémia alapítója.

## Életútja
Atyja egy sikeres helyi politikus volt Limoges-ban, anyja nem sokkal születése után meghalt, Ranson neveltetése anyai nagyszüleire hárult. A nagyszülőktől jó nevelést kapott, folyamatosan iskoláztatták, végül az École des Arts Décoratifs Limoges-ban tanult művészettörténetet, itteni tanárai felismerték művészi tehetségét, s azt tanácsolták a családnak, hogy a fiút taníttassák tovább Párizsban. Így 1888-ban Párizsba ment tanulni a Julian Akadémiára, ahol Tony Robert-Fleury volt a mestere. 
Nagyon hamar összeismerkedett jeles fiatal képzőművészekkel, köztük Pierre Bonnard, Maurice Denis, Ker-Xavier Roussel, Aristide Maillol, Félix Vallotton és Édouard Vuillard. Közeli barátja lett Paul Sérusier, aki megalapította a Nabis csoportot. Ranson is a Nabis csoporthoz csatlakozott, a tagok szombatonként Ranson műtermében találkoztak a Boulevard Montparnasse-on. Előbb  a Paul Gauguin körül kialakult Pont-aveni iskola, majd a saját maguk által kialakított művészelmélet és festéstechnika nyomán működtek szimbolista és divizionista stílusban.

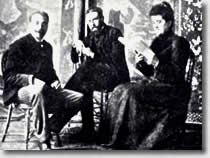
Paul Ranson, Paul Sérusier és Marie-France Ranson a Ranson-műteremben (1900)

Ranson elsősorban festő volt, de mellette faliszőnyegeket is tervezett. 1892-től a Théatre d'Art díszítő munkáit végezte Bonnard-ral, Vuillard-ral és Sérusier-vel együtt. 1893-94-ben a Revue Blance-nak készített litográfiákat.
1908-ban Ranson és felesége a Nabis csoport vezetőjének egyetértésével megalapították a Ranson Akadémiát, itt főleg a Nabis csoport tagjai oktattak, Pierre Bonnard, Maurice Denis, Roger Bissière, Ker-Xavier Roussel, Moïse Kisling, Gustave Singier és Aristide Maillol. Ranson 1909-ben bekövetkezett halála után Ranson felesége, Marie-France Ranson és fia, Michel Ranson menedzselte az Akadémiát. A Ranson Akadémián híres diákok nevelkedtek, például Roger de la Fresnaye, Alfred Gold, Paul Eliasberg, Ivo Hauptmann, Tamara de Lempicka, Otto Niemeyer-Holstein, Jean Le Moal, Maria Helena Vieira da Silva és Gino Severini.

## Képek (válogatás)

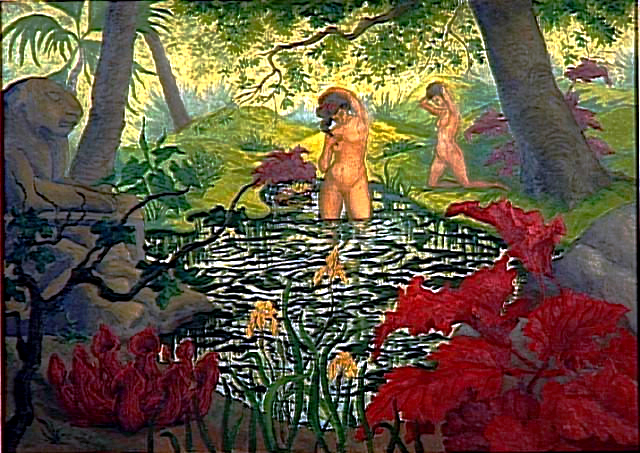
Fürdőzők lótuszok közt (1890)
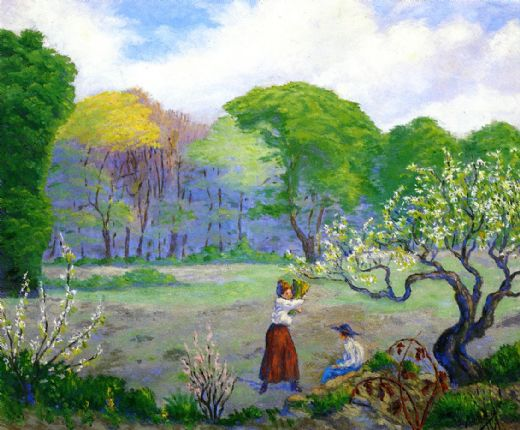
Virágszedés (1890)
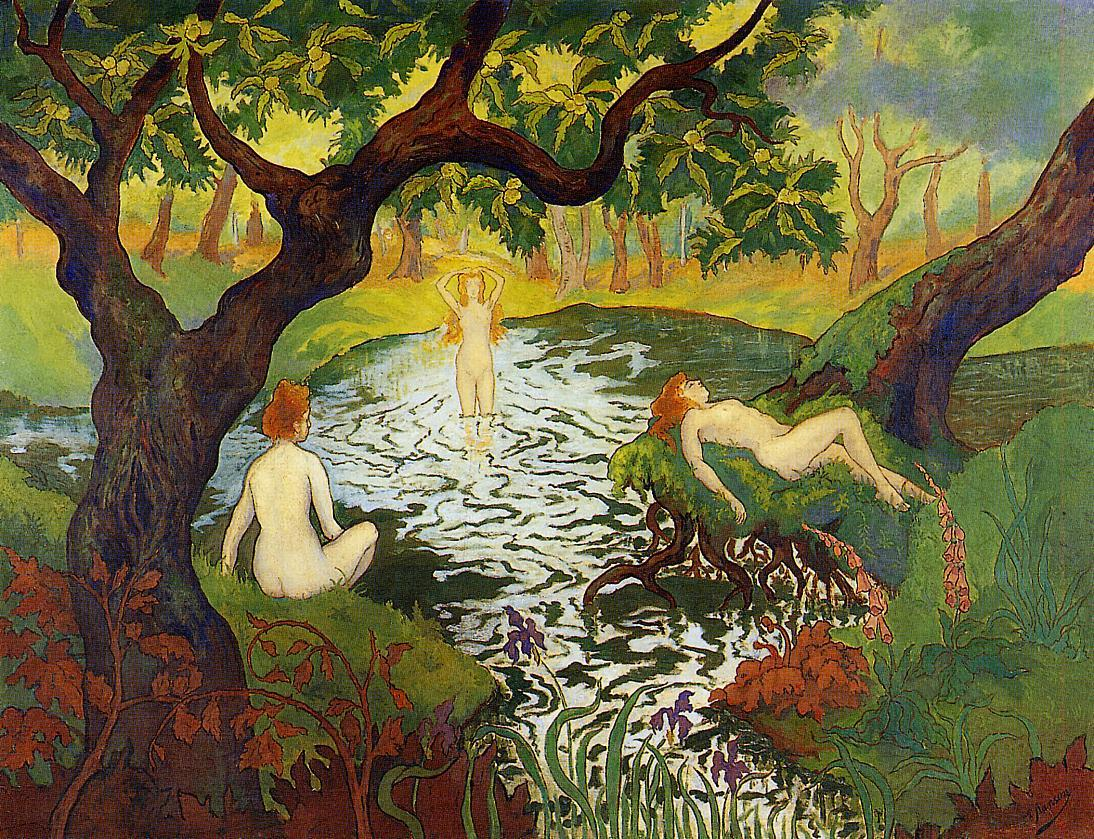
Fürdőzők az íriszek közt (ca 1890)
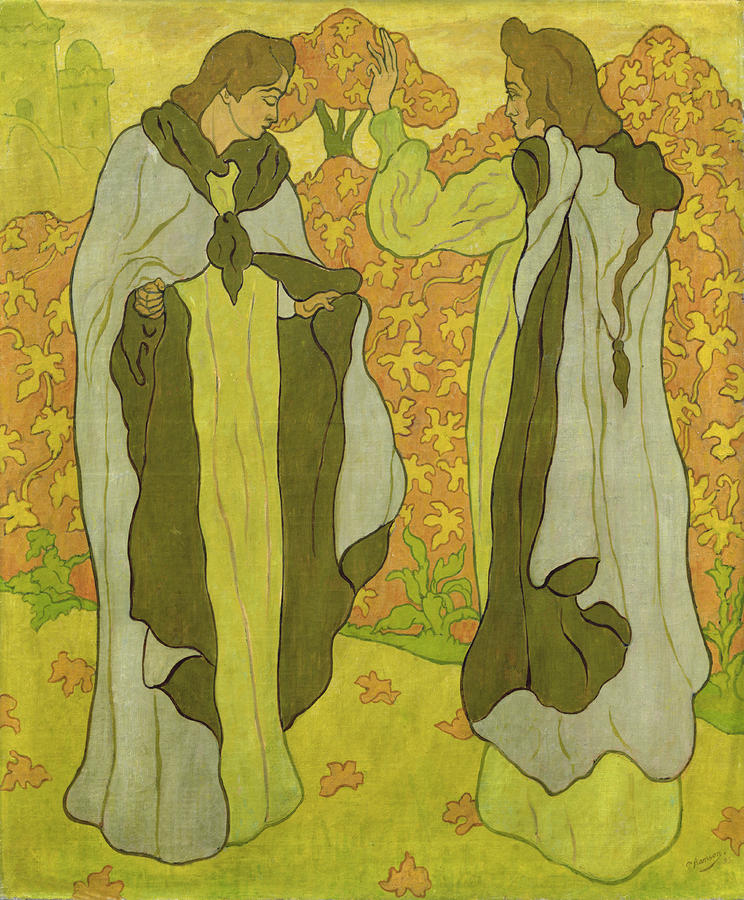
Két grácia (ca 1890)
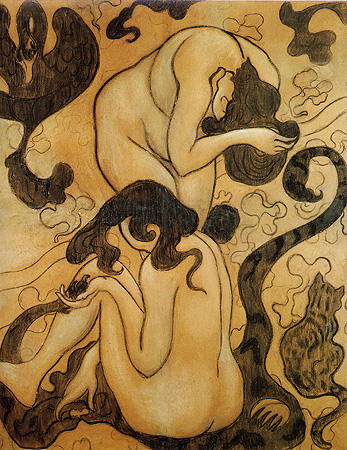
Két akt (1890)
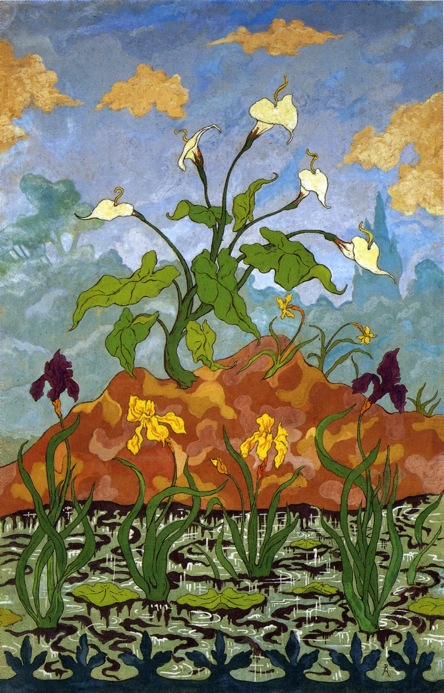
Lila és sárga liliomok és íriszek (1899)
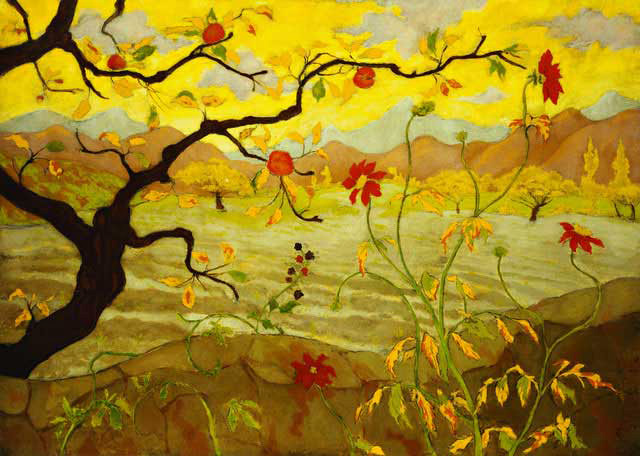
Piros almák (1902)
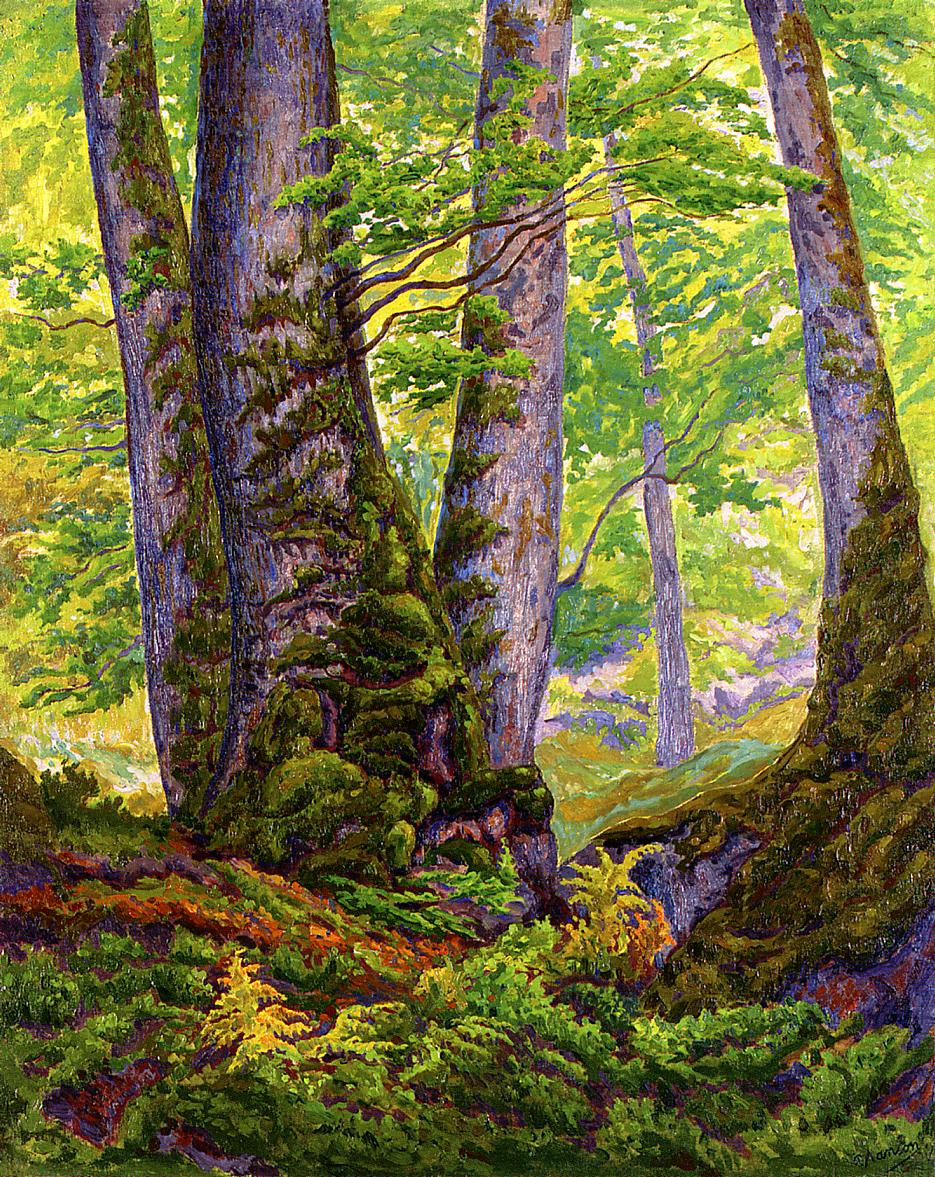
Három fa (1905)

## Kapcsolódó szócikk
Nabis